# La Valse à mille temps (album)
La Valse à mille temps (Italiano: Il valzer a mille tempi) è il quarto album di Jacques Brel. Conosciuto anche come Jacques Brel 4 e American Début, l'album fu pubblicato nel 1959 dalla Philips, e riedito come La Valse à mille temps nel cofanetto di 16 CD Boîte à Bonbons dalla Barclay (980 816-6).

## Tracce
Testi e musiche di Jacques Brel.
1. La valse à mille temps – registrata il 14 settembre 1959
2. Seul – registrata il 15 settembre 1959
3. La dame patronnesse – registrata il 11 settembre 1959
4. Je t'aime (feat. François Rauber) – registrata il 17 settembre 1959
5. Ne me quitte pas – registrata il 11 settembre 1959
6. Les Flamandes – registrata il 14 settembre 1959
7. Isabelle (feat. François Rauber) – registrata il 15 settembre 1959
8. La mort – registrata il 14 settembre 1959
9. La tendresse – registrata il 11 settembre 1959
10. La colombe – registrata il 15 settembre 1959

## Crediti
- Jacques Brel – compositore, voce
- Gérard Joannest - pianoforte
- François Rauber – conduzione orchestra
- Jean-Marie Guérin – mastering
- J. Aubert – fotografia
- M. Apelbaum – fotografia